# Hysteropterum suturale
Hysteropterum suturale är en insektsart som beskrevs av Franz Xaver Fieber 1877. Hysteropterum suturale ingår i släktet Hysteropterum och familjen sköldstritar. Inga underarter finns listade i Catalogue of Life.